# Magdalena Boczarska
Magdalena Jadwiga Boczarska (ur. 12 grudnia 1978 w Krakowie) – polska aktorka filmowa, telewizyjna i teatralna. Laureatka Orła za rolę główną w filmie Sztuka kochania. Historia Michaliny Wisłockiej (2017) oraz nagród Festiwalu Polskich Filmów Fabularnych za pierwszoplanowe role w filmach Różyczka (2010) i Piłsudski (2019). Członek Polskiej Akademii Filmowej.

## Życiorys

### Wczesne lata
Urodziła się w Krakowie, gdzie ukończyła XXI Liceum Ogólnokształcące na Osiedlu Tysiąclecia, uczęszczając do klasy artystycznej. W 2001 ukończyła Państwową Wyższą Szkołę Teatralną im. Ludwika Solskiego w Krakowie.

### Kariera
W trakcie studiów wystąpiła na Festiwalu Szkół Teatralnych w Łodzi w spektaklu Rajski ogród w roli Kobiety, za którą otrzymała nagrodę im. Mikołaja Grabowskiego.
Po ukończeniu studiów debiutowała na scenie Teatru Nowego w Łodzi tytułową rolą w sztuce Kurka wodna w reżyserii Łukasza Kosa. Od 2003 pracuje na deskach Teatru Narodowego w Warszawie. Od tego czasu współpracowała m.in. z teatrami Buffo w Warszawie, Carrousel Theater w Berlinie i Teatro Tatro na Słowacji.
Od 2005 grywa w popularnych serialach telewizyjnych, zarówno polskich, jak i niemieckich. W 2007 zagrała główną rolę kobiecą w komedii duetu Konecki i Saramonowicz Testosteron. Po kolejnych rolach w filmach tego duetu, Lejdis oraz Idealnym facecie dla mojej dziewczyny otrzymała główną rolę w dramacie Różyczka w reżyserii Jana Kidawy-Błońskiego. Za rolę tytułowej Różyczki, agentki Służb Bezpieczeństwa, otrzymała nagrodę dla najlepszej aktorki podczas 35. Festiwalu Polskich Filmów Fabularnych w Gdyni oraz statuetkę Srebrnego Pawia dla najlepszej aktorki podczas 41. Międzynarodowego Festiwalu Filmowego w Goa.
W 2017 wcieliła się w tytułową rolę w filmie biograficznym Sztuka kochania. Historia Michaliny Wisłockiej, za którą otrzymała Orła w kategorii Najlepsza główna rola kobieca. W 2019 zagrała Marię Piłsudską, pierwszą żonę Józefa Piłsudskiego, w filmie Piłsudski. Za tę rolę otrzymała nagrodę dla najlepszej aktorki na 44. Festiwalu Polskich Filmów Fabularnych w Gdyni.

## Życie prywatne
Przez sześć lat pozostawała w nieformalnym związku z aktorem Tomaszem Karolakiem. Od 2014 pozostaje w nieformalnym związku z aktorem Mateusza Banasiuka, z którym ma syna, Henryka (ur. 2017).
Została członkinią komitetu poparcia Bronisława Komorowskiego przed przyspieszonymi wyborami prezydenckimi 2010 i poparła jego kandydaturę przed wyborami w 2015.

## Filmografia
| - 2006: Pod powierzchnią jako Ania - 2007: Testosteron jako Alicja - 2007: Futro jako Ania Witkowska, siostra Alicji - 2008: Lejdis jako Arletta, kochanka Marka - 2008: Putzfrau Undercover jako Irina - 2009: Idealny facet dla mojej dziewczyny jako Luna - 2009: Zero jako kasjerka - 2010: Różyczka jako Kamila „Różyczka” Sakowicz - 2011: Jak się pozbyć cellulitu jako Kornelia Matejko - 2012: Ixjana jako Marlena - 2012: Bejbi blues jako matka Natalii - 2013: W ukryciu jako Janina - 2014: Obywatel jako matka Jana w młodości - 2017: Sztuka kochania. Historia Michaliny Wisłockiej jako Michalina Wisłocka - 2017: Pod niemieckimi łóżkami (Unter deutschen Betten) jako Justyna Polańska - 2019: Piłsudski jako Maria Piłsudska - 2019: Ukryta gra jako barmanka - 2020: Magnezja jako Helena - 2021: Listy do M. 4 jako Dagmara - 2023: Heaven In Hell jako Olga Holtz - 2023: Różyczka 2 jako Kamila „Różyczka” Sakowicz/Joanna Warczewska (dwie role) - 2024: Napad jako prokuratorka | - 2001: Klinika pod Wyrwigroszem jako studentka - 2005–2006: Tango z aniołem jako Kama Jarczyńska - 2005: Pensjonat pod Różą jako Zosia Nowacka, narzeczona Bartka (odc. 42 i 43) - 2005: Na dobre i na złe jako Magda Hertman (odc. 221) - 2005: Abschnitt 40 jako Elena (odc. 23) - 2006: Dylematu 5 jako Katarzyna - 2007: Determinator jako Marzena Pietruszko, dziennikarka - 2007–2008: Barwy szczęścia jako Patrycja, dziennikarka w redakcji Marty - 2007: Miejsce zbrodni jako Agnieszka Sobinski (odc. 681) - 2008: Teraz albo nigdy! jako Ada Tulak - 2008–2009: 39 i pół jako Kicia, sekretarka Katarzyny, następnie Darka - 2009; 2011: Czas honoru jako Lola, więźniarka Pawiaka; Karolina Osmańska - 2009: Ihr Auftrag, Pater Castell jako Magdalena Lubinski (odc. 7) - 2012: Misja Afganistan jako dziennikarka Marta (odc. 6 i 13) - 2013: Rodzinka.pl jako Iza (odc. 106) - 2013: Lekarze jako Olga Rojko - 2014: Prawo Agaty jako Julita Krzyszkiewicz (odc. 76) - 2014: Zbrodnia jako Agnieszka Lubczyńska - 2015: Mąż czy nie mąż jako Ewa, przyjaciółka Marty - 2016–2018: Druga szansa jako Sara Daymer - 2017: Der Usedom Krimi jako Małgorzata Kamińska (odc. 3 – Engelmacher) - 2018–2019: Pod powierzchnią jako Marta Gajewska - 2019: Zasada przyjemności jako Janina Zarychta (odc. 6) - 2020: Król jako Ryfka Kij - 2020: Żywioły Saszy. Ogień jako Sasza Załuska - 2020–2021: Kontrola jako Magda - 2022: Zachowaj spokój jako Anna Barczyk - 2022: Mój agent jako ona sama (odc. 5) - 2023: Dziewczyna i kosmonauta jako minister Rewicz - 2025: Langer jako prokurator Karolina Siarkowska „Siarka” |

## Role teatralne
- 2000: Letnicy jako Sonia (PWST Kraków)
- 2001: Rajski ogródek (PWST Kraków)
- 2002: Kurka wodna jako kurka wodna (Teatr Nowy w Łodzi)
- 2003, 2010: Merlin. Inna historia jako Virginea, czyli Viviana (Teatr Narodowy w Warszawie)
- 2005: Tiramisu jako Kreatywna (Laboratorium Dramatu)
- 2008: HollyDay jak Holly (Teatr Studio im. Stanisława Ignacego Witkiewicza)
- 2009: Boeing Boeing jako Johanna (Studio Buffo)
- 2010: O północy przybyłem do Widawy... czyli Opis obyczajów III (Teatr Imka)
- 2010: Wodzirej (Teatr IMKA)
- 2011: Henryk Sienkiewicz – Greatest Hits (Teatr IMKA)
- 2012: Histerie miłosne (Studio Buffo)
- 2013: Kto się boi Virginii Woolf? jako Żabcia (Teatr IMKA)
- 2014: Medea jako Medea (Teatr Polonia)

## Nagrody i nominacje
- 2001: nagroda dyrektora Teatru Nowego w Łodzi za rolę Kobiety w przedstawieniu Rajski ogródek Tadeusza Różewicza w reżyserii Pawła Miśkiewicza na XIX Festiwalu Szkół Teatralnych w Łodzi.
- 2003: nagroda za debiut za rolę tytułową w przedstawieniu Kurka wodna Witkacego w Teatrze Nowym w Łodzi na XXVIII Opolskich Konfrontacjach Teatralnych w Opolu.
- 2005: nagroda dla duetu aktorskiego (z Jarosławem Gajewskim) za rolę Viviany w przedstawieniu Merlin. Inna Historia Tadeusza Słobodzianka w Teatrze Narodowym w Warszawie oraz mała statuetka Wojciecha – nagroda dziennikarzy na XLV Kaliskich Spotkaniach Teatralnych w Kaliszu.
- 2010: nagroda za pierwszoplanową rolę kobiecą w filmie Różyczka na 35. Festiwalu Polskich Filmów Fabularnych w Gdyni.
- 2010: Srebrny Paw dla najlepszej aktorki za rolę w filmie Różyczka na Indyjskim Międzynarodowym Festiwalu Filmowym w Goa.
- 2010: nominacja do nagrody im. Zbyszka Cybulskiego za rolę w filmie Różyczka.
- 2011: nominacja do Orła w kategorii Najlepsza główna rola kobieca za rolę w filmie Różyczka.
- 2011: nagroda aktorska za rolę w filmie Różyczka na Międzynarodowym Festiwalu Filmowym „Tiburon” w San Francisco.
- 2012: nagroda aktorska za rolę w filmie Różyczka na Międzynarodowym Festiwalu Filmowym w Santo Domingo.
- 2013: Srebrny Paw dla najlepszej aktorki za rolę w filmie W ukryciu na Indyjskim Międzynarodowym Festiwalu Filmowym w Goa.
- 2017: statuetka Gwiazda Plejady w kategorii Osobowość roku podczas Wielkiej Gali Gwiazd Plejady[12].
- 2017: Róża Gali w kategorii Film za rolę w filmie Sztuka kochania. Historia Michaliny Wisłockiej.
- 2018: Orzeł w kategorii Najlepsza główna rola kobieca za rolę w filmie Sztuka kochania. Historia Michaliny Wisłockiej[2].
- 2019: nagroda za pierwszoplanową rolę kobiecą w filmie Piłsudski na 44. Festiwalu Polskich Filmów Fabularnych w Gdyni[3].
- 2020: Diamentowy Klaps Filmowy festiwalu Kino Letnie Sopot-Zakopane[13].